# Eulampiacris luteifrons
Eulampiacris luteifrons är en insektsart som beskrevs av Frédéric Carbonell och Marius Descamps 1978. Eulampiacris luteifrons ingår i släktet Eulampiacris och familjen gräshoppor. Inga underarter finns listade i Catalogue of Life.